# Дон (Липецкая область)
Дон — посёлок при станции в Задонском районе Липецкой области. Входит в состав Донского сельсовета.

## Население
| 2010 |
| ---- |
| 241  |

## Улицы
В населённом пункте имеются две улицы: Железнодорожная и Привокзальная.

## Транспорт
Расположена железнодорожная станция Дон.